# Franz Richard Unterberger

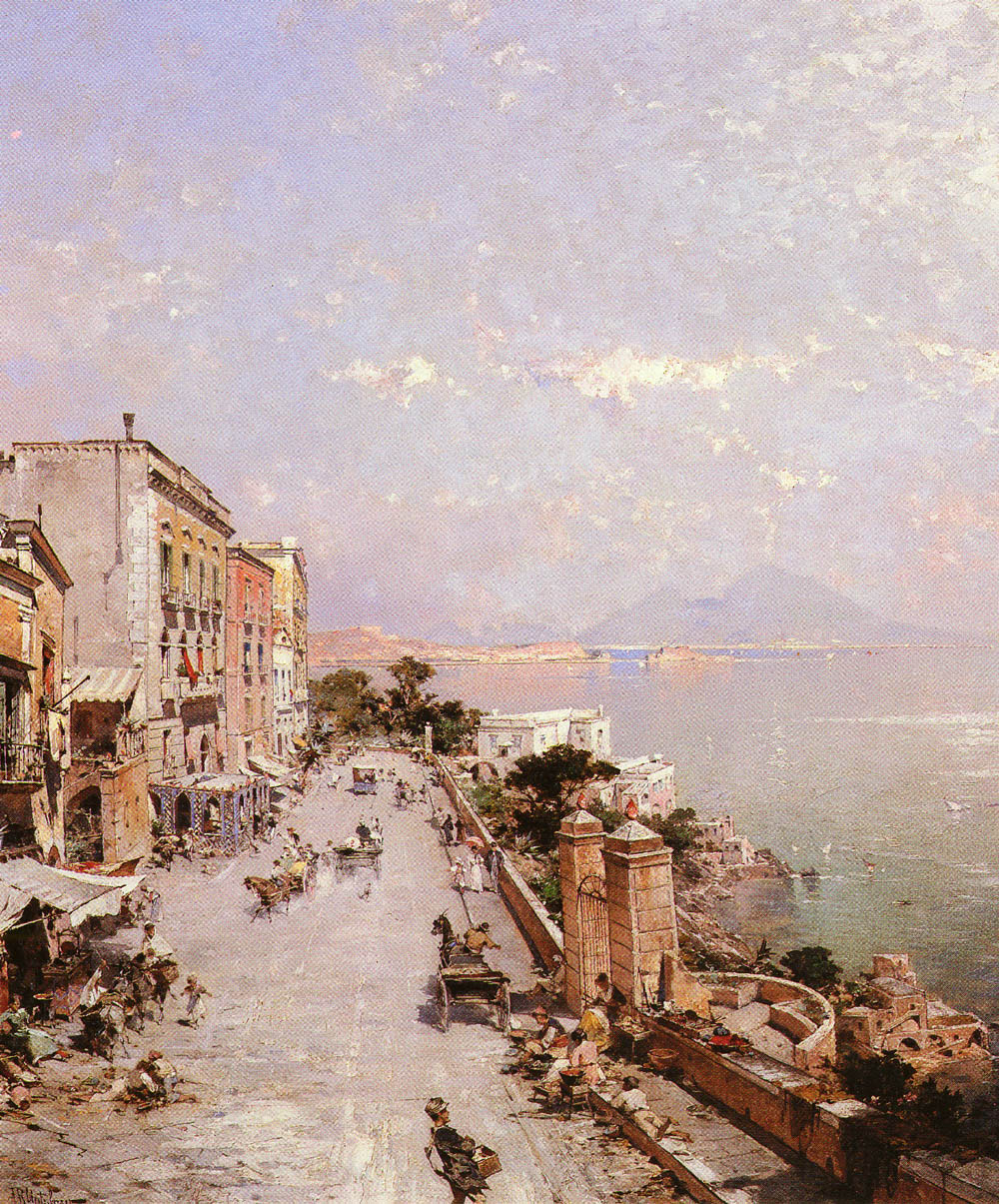
Vista de Posillipo, Nápoles.

Franz Richard Unterberger; (Innsbruck, 15 de agosto de 1837 - Neuilly-sur-Seine, 25 de mayo de 1902) fue un pintor paisajista austríaco del siglo XIX.

## Vida y obra
Fue el hijo mayor de unos comerciantes de arte establecidos en Innsbruck. Después de graduarse en la escuela normal asistió a la Academia Comercial en Múnich, pero pronto cambió a la Academia de Bellas Artes, donde fue instruido por los profesores Clemens von Zimmermann y Julius Lange. En 1858 siguió a su mentor, el profesor Lange, en ese momento tutor de la archiduquesa Carlota de México, a Milán. Sin embargo, el inicio de la Segunda Guerra de la Independencia Italiana en 1859 lo obligó a regresar a Múnich.
Después de una breve estancia en la metrópolis bávara fue a Düsseldorf, donde los pintores paisajistas Andreas y Oswald Achenbach dirigieron su talento en la academia de arte local en nuevas direcciones. En ese momento Unterberger tomó como segundo nombre Richard. Por sugerencia de sus maestros viajó a Noruega en 1860, donde creó numerosas obras. Sus trabajos se exhibieron en Innsbruck, Viena y Dusseldorf, siendo juzgadas favorablemente por los críticos de arte. Inspirado por este éxito, el artista también realizó una gira por Dinamarca y la costa inglesa y escocesa.
Incluso en su casa más estrecha Unterberger encontró una y otra vez motivos que lo inspiraron. Con motivo de una estancia en Tirol en 1862, creó la pintura Partie bei Innsbruck mit der sonnig beleuchteten Waldrastspitze im Hintergrund, que fue comprada por el Archiduque Carlos Luis de Austria.

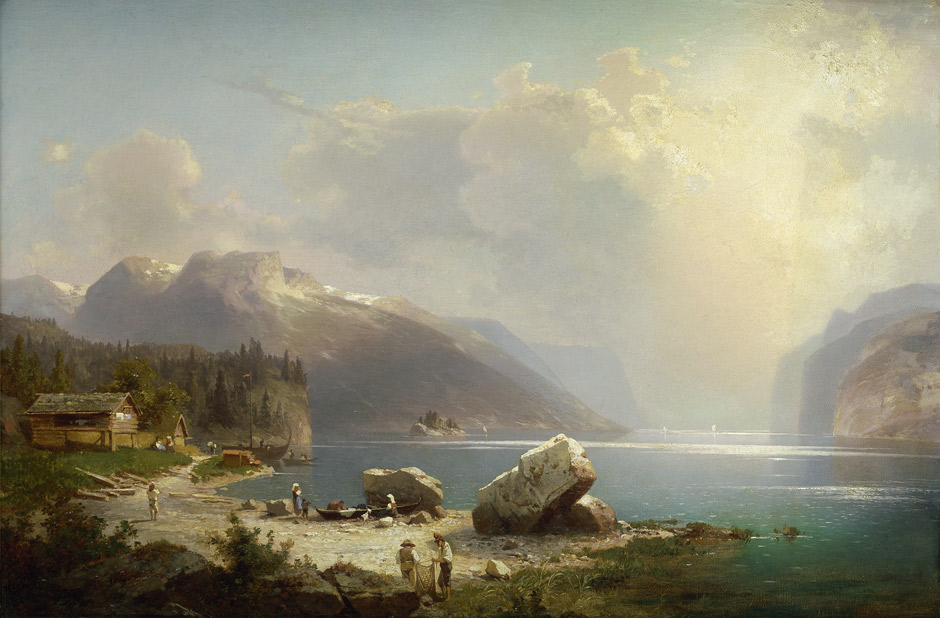
En Hardanger Fjord en Noruega

Unterberger dejó la academia en Düsseldorf en 1864 y se mudó a Bruselas como pintor independiente, siendo este lugar el que sería su residencia permanente. La primera pintura italiana, Procesión en Nápoles, se exhibió en 1868. En la Exposición Universal de Viena en 1873 presentó la pintura La bahía de Nápoles. Los soleados paisajes costeros del Adriático, pero también Venecia con sus magníficos edificios, rincones pintorescos y el bullicio de la gente fueron pronto para Unterberger el centro de su trabajo artístico. Como ningún otro artista, sabía cómo animar sus imágenes en sentido figurado, sin distraerse del motivo principal.
Unterberger mostró particular interés en el Museo Estatal del Tirol, que posee varias de sus obras, incluida la pintura Amalfi, el Golfo de Salerno.
Unterberger tuvo la suerte de que sus pinturas fueran vendidas en su mayoría fuera de las exposiciones. En las Exposiciones Internacionales de Munich, sus imágenes se mostraban generalmente en la sección belga. Incluso con más frecuencia que en Múnich, sus trabajos se mostraron en exposiciones en Bruselas, París y Londres, donde era mucho más famoso y su nombre era más popular que en Austria. También recibió medallas varias veces. En 1874, el emperador Francisco José I le otorgó la Cruz de Caballero de la Orden de Francisco José.
Su apariencia era elegante y sus modales impecables, sin duda se beneficiaban de la experiencia y los conocimientos que había adquirido durante sus viajes. Cuando no viajaba, vivía en Bruselas. De mayo a julio permaneció regularmente en Neuilly, un suburbio de París, donde también dirigió un estudio. Murió el 25 de mayo de 1902 como resultado de un derrame cerebral. Su cuerpo fue trasladado a Innsbruck y enterrado en la bóveda familiar.